# Associazione Calcio Belluno 1970-1971
Questa voce raccoglie le informazioni riguardanti l'Associazione Calcio Belluno nelle competizioni ufficiali della stagione 1970-1971.

## Rosa
| N. |                   | Ruolo | Calciatore        |
| -- | ----------------- | ----- | ----------------- |
|    | Italia (bandiera) | A     | Walter Argenta    |
|    | Italia (bandiera) | C     | Luciano Bof       |
|    | Italia (bandiera) | P     | Lorenzo Piccoli   |
|    | Italia (bandiera) | P     | Franco Benatti    |
|    | Italia (bandiera) | P     | Doriano D'Alpaos  |
|    | Italia (bandiera) | A     | Francesco Canella |
|    | Italia (bandiera) | A     | Remo Buzzetto     |
|    | Italia (bandiera) | D     | Giordano Fiorin   |
|    | Italia (bandiera) | C     | Alfredo Bui       |
|    | Italia (bandiera) | A     | Ugo Confortin     |
|    | Italia (bandiera) | D     | Vincenzo Da Rold  |

| N. |                   | Ruolo | Calciatore          |
| -- | ----------------- | ----- | ------------------- |
|    | Italia (bandiera) | D     | Mario Lusente       |
|    | Italia (bandiera) | A     | Gianni Inferrera    |
|    | Italia (bandiera) | A     | Pietro Mantiero     |
|    | Italia (bandiera) | C     | Mirko Olivotto      |
|    | Italia (bandiera) | C     | Silvano Sommacal    |
|    | Italia (bandiera) | D     | Bruno Tesan         |
|    | Italia (bandiera) | D     | Piero Valmassoi     |
|    | Italia (bandiera) | D     | Gian Carlo Zampieri |
|    | Italia (bandiera) | A     | Roberto Gagliazzo   |
|    | Italia (bandiera) | C     | Raffaele Castellini |
|    | Italia (bandiera) | A     | Luigi Gaiotti       |